# FIFA Street 2
FIFA Street 2 è il sequel di FIFA Street, gioco sportivo di EA Sports BIG che consiste nel battersi con l'avversario in partite di calcio giocate in campi non regolamentari, come palestre o vie cittadine.

## Dinamiche di gioco
Non ci sono regole, ovvero non sono segnati falli e fuorigioco: lo scopo non è solo segnare, ma anche realizzare ingegnose ed efficaci mosse in modo da acquisire numerosi punti.
Si gioca 4vs4; da 1 a 4 giocatori insieme.
Ci sono varie modalità di gioco, che variano anche a seconda della piattaforma utilizzata.

## Modalità di gioco
Usando quelle fisse ci si può cimentare nelle seguenti modalità:
- Giocatore Singolo o Multiplayer:
  - Amichevole: si selezionano le squadre e le condizioni di vittoria per una partita singola
  - Minigioco (sfida palleggi): bisogna palleggiare per fare splendide evoluzioni e guadagnare Note Abilità
- Giocatore Singolo:
  - Modalità DLS (Domina La Strada): il giocatore è nei panni di un calciatore che deve avere successo e diventare il più forte giocatore della strada. Ci sono quattro "stage": professionista, capitano, underground e nazionale
- Editor: consente di creare nuovi calciatori o squadre.

### Luoghi
- Londra: Inghilterra (anche PS2)
- Barcellona: Spagna
- Amsterdam: Olanda (anche PS2)
- Tokyo: Giappone
- Vancouver: Canada
- Città del Messico: Messico (anche PS2)
- Roma: Italia (anche PS2)
- Lagos: Nigeria
- Marsiglia: Francia (anche PS2)
- Rio de Janeiro: Brasile
- Favela: Brasile (solo PS2)
- Città di New York: Stati Uniti (anche PS2)
- Berlino: Germania (anche PS2)
- Monaco: Germania
- La Boca: Argentina
- Cairns: Australia

### Squadre
- Argentina (80):

Portieri: Abbondanzieri (71), Lux (63).
Giocatori: Riquelme (89), Tévez (89), Sorín (85), Crespo (84), Saviola (84), D'Alessandro (83), J. Zanetti (83), Aimar (83), Messi (82), Ayala (80), Samuel (80), Heinze (80), Verón (75), Delgado (73).
- Australia (67):

Portieri: Schwarzer (68), Kalac (63).
Giocatori: Viduka (78), Cahill (76), Kewell (76), Emerton (74), Aloisi (70), Grella (69), Lazaridis (66), Skoko (64), Agostino (64), Chipperfield (63), Moore (62), Popović (61), Foxe (60), Neill (55).
- Brasile (85):

Portieri: Dida (81), Júlio César (67).
Giocatori: Ronaldinho (93), Ronaldo (90), Adriano (89), Robinho (89), Kaká (88), Júlio Baptista (87), Cafu (87), Lúcio (86), Roberto Carlos (84), Edmílson (83), Denílson (82), Gilberto Silva (82), Zé Roberto (81).
- Camerun (68):

Portieri: Kameni (69), Souleymanou (67).
Giocatori: Eto'o (90), Lauren (81), Geremi (77), Job (70), Olembé (70), Song (69), Saidou (67), Webó (66), Djemba-Djemba (65), Kome (64), Wome (61), Atouba (61), Tchato (57), Angbwa (52).
- Rep. Ceca (74):

Portieri: Čech (80), Kinský (50).
Giocatori: Nedvěd (91), Rosický (81), Ujfaluši (79), Grygera (79), Koller (78), Baroš (76), Galásek (76), Jankulovski (72), Šmicer (71), Poborský (68), Lokvenc (67), Heinz (67), Jun (66), Plašil (64).
- Danimarca (68):

Portieri: Sørensen (68), Christiansen (53).
Giocatori: Gravesen (84), Tomasson (80), Jørgensen (79), Krøldrup (72), Laursen (71), Rommedahl (70), Poulsen (70), Perez (66), C. Jensen (66), Grønkjær (65), Madsen (64), Helveg (63), D. Jensen (60), N. Jensen (59).
- Inghilterra (81):

Portieri: Robinson (74), James (57).
Giocatori: Rooney (92), Beckham (87), Gerrard (86), Owen (85), Lampard (85), A. Cole (84), Wright-Phillips (81), Ferdinand (81), Terry (81), J. Cole (80), Defoe (79), Campbell (79), Hargreaves (73), Crouch (70).
- Francia (79):

Portieri: Coupet (72), Barthez (70).
Giocatori: Henry (93), Vieira (90), Zidane (90), Trezeguet (88), Makélélé (86), Thuram (85), Pirès (82), Cissé (80, Malouda (80), Gallas (78), Rothen (77), Wiltord (77), Giuly (76), Pedretti (71).
- Germania (80):

Portieri: Kahn (79), Lehmann (77).
Giocatori: Ballack (88), Frings (86), Podolski (84), Mertesacker (81), Schweinsteiger (81), Klose (81), Lahm (80), Huth (77), Owomoyela (76), Schneider (76), Hinkel (76), Kurányi (75), Friedrich (72), Borowski (68).
- Grecia (69):

Portieri: Nikopolidis (70), Chalkias (64).
Giocatori: Zagorakis (76), Seitaridis (71), Tsiartas (70), Vryzas (70), Kapsis (70), Basinas (70), Charisteas (70), Giannakopoulos (69), Dellas (68), Kyrgiakos (67), Goumas (67), Karagounis (66), Lakis (63), Katsouranis (62).
- Italia (81):

Portieri: Buffon (85), Pelizzoli (63).
Giocatori: Totti (87), Del Piero (84), Vieri (83), Gattuso (82), Bonera (80), Gilardino (80), Zambrotta (80), Pirlo (79), Panucci (79), Toni (78), Corradi (77), Cassano (77), Cannavaro (77), Camoranesi (75).
- Messico (74):

Portieri: Sánchez (79), Pérez (61).
Giocatori: Márquez (81), Zinha (80), Bravo (76), Pardo (75), Fonseca (75), Borgetti (75), Salcido (74), Blanco (74), García (73), Rodríguez (69), Arellano (69), Osorno (67), Torrado (66), Bautista (64).
- Nigeria (68):

Portieri: Ejide (61), Enyeama (54).
Giocatori: Martins (83), Yakubu (75), Kanu (73), Okocha (73), Makinwa (72), Obodo (71), Yobo (71), Utaka (69), Udeze (68), Babayaro (67), Odemwingie (64), Aghahowa (63), Enakarhire (60), Ekwueme (57).
- Portogallo (78):

Portieri: Ricardo (70), Quim (59).
Giocatori: Cristiano Ronaldo (89), Figo (83), Deco (82), Ricardo Carvalho (81), Jorge Andrade (81), Paulo Ferreira (80), Simão (79), Nuno Gomes (78), Petit (77), Costinha (77), Nuno Valente (74), Maniche (74), Pauleta (74), Hélder Postiga (66).
- Irlanda (73):

Portieri: Given (76), Kenny (57).
Giocatori: Duff (84), Roy Keane (82), Robbie Keane (77), Finnan (77), O'Shea (77), Carr (74), Holland (72), Harte (69), Reid (67), O'Brien (67), Doherty (67), Kilbane (65), Morrison (64), Cunningham (61).
- Scozia (65):

Portieri: Gordon (63), Marshall (58).
Giocatori: Ferguson (73), McFadden (72), Pressley (71), Fletcher (68), Dailly (67), K. Miller (67), Beattie (65), Quashie (64), Riordan (64), Thompson (63), L. Miller (62), McNamara (60), Weir (59), Maloney (57).
- Corea del Sud (66):

Portieri: Lee Woon-jae (65), Kim Young-Kwang (61).
Giocatori: Park Ji-sung (74), Ahn Jung-hwan (71), Lee Young-Pyo (70), Park Chu-Young (70), Seol Ki-Hyeon (67), Cha Du-Ri (67), Song Chong-gug (67), Kim Nam-Il (65), Lee Chun-soo (63), Yoo Sang-Chul (61), Kim Dong-jin (60), Lee Eul-Yong (59), Cho Jae-Jin (58), Lee Dong-gook (58).
- Spagna (82):

Portieri: Casillas (83), Reina (72).
Giocatori: Puyol (87), Raúl (87), Torres (85), L. García (82), Xabi Alonso (81), Vicente (81), Míchel Salgado (81), Helguera (81), Joaquín (81), Del Horno (80), Reyes (79), Morientes (79), Xavi (77), Sergio Ramos (77).
- Svezia (76):

Portieri: Isaksson (64), Hedman (56).
Giocatori: Ibrahimović (88), Ljungberg (82), Larsson (81), Mellberg (77), Källström (74), Wilhelmsson (71), Allbäck (70), Edman (69), Östlund (67), Lučić (67), Linderoth (65), Jonson (64), Svensson (62), Nilsson (54).
- Stati Uniti (67):

Portieri: Keller (66), Howard (62).
Giocatori: Donovan (72), Beasley (72), Adu (71), Reyna (69), Armas (69), Mathis (67), McBride (66), Johnson (65), Mastoreni (64), Bocanegra (63), Onyewu (62), Hejduk (61), Convey (60), Lewis (54).
- Leggende (88):

Portieri: Ravelli (83).
Giocatori: Beckenbauer (94), Cantona (91), Sánchez (90), Baresi (90), Gascoigne (90), Zico (90), Hagi (89), Brehme (87), Koeman (87), Krankl (87), Alberto Torres (86), Völler (86), Boniek (86), Abedi Pelé (85), Papin (84).

### Mosse speciali
- Juan Román Riquelme: Romy (500 punti mossa)
Esecuzione: Palleggiando con i piedi direzionare la levetta analogica sinistra verso il basso e premere il tasto triangolo.
- Carlos Tévez: Apache (400 punti mossa)
Esecuzione: Palleggiando con le ginocchia tenere premuti assieme il tasto L1 e L2, direzionare la levetta analogica sinistra verso il basso in diagonale a destra e premere il tasto triangolo.
- Ronaldinho: Gaucho
- Ronaldo: O Fenômeno (300 punti mossa)
Esecuzione: Palleggiando con i piedi tenere premuti assieme il tasto L1 e L2, direzionare la levetta analogica sinistra verso il basso in diagonale a sinistra e premere il tasto triangolo.
- Adriano: Imperatore o Emperor (400 punti mossa)
Esecuzione: Palleggiando con le ginocchia tenere premuti assieme il tasto L1 e L2, direzionare la levetta analogica sinistra verso l'alto in diagonale a destra e premere il tasto triangolo.
- Robinho: Rondinella o Little Robin (300 punti mossa)
Esecuzione: Palleggiando con i piedi direzionare la levetta analogica sinistra verso l'alto in diagonale a sinistra e premere il tasto triangolo.
- Samuel Eto'o: Provaci Ancora o Play It Again (400 punti mossa)
Esecuzione: Palleggiando con i piedi direzionare la levetta analogica sinistra verso l'alto e premere il tasto triangolo.
- Pavel Nedvěd: Moto Perpetuo o Perpetual Motion (400 punti mossa)
Esecuzione: Palleggiando con le ginocchia tenere premuti assieme il tasto L1 e L2, direzionare la levetta analogica sinistra verso destra e premere il tasto triangolo.
- Wayne Rooney: Bulldog o The Bulldog
- David Beckham: Becks (300 punti mossa)
Esecuzione: Palleggiando con i piedi direzionare la levetta analogica sinistra verso l'alto in diagonale a destra e premere il tasto triangolo.
- Joe Cole: Traversata o Crosstown (300 punti mossa)
Esecuzione: Palleggiando con i piedi direzionare la levetta analogica sinistra verso il basso in diagonale a destra e premere il tasto triangolo.
- Thierry Henry: Telepatia o Telepathy (400 punti mossa)
Esecuzione: Palleggiando con le ginocchia direzionare la levetta analogica sinistra verso sinistra e premere il tasto triangolo.
- Zinédine Zidane: ZZ 360 (300 punti mossa)
Esecuzione: Palleggiando con i piedi direzionare la levetta analogica sinistra verso il basso in diagonale a sinistra e premere il tasto triangolo.
- Michael Ballack: Balla (300 punti mossa)
Esecuzione: Palleggiando con i piedi direzionare la levetta analogica sinistra verso destra e premere il tasto triangolo.
- Lukas Podolski: Dom (400 punti mossa)
Esecuzione: Palleggiando con le ginocchia tenere premuti assieme il tasto L1 e L2, direzionare la levetta analogica sinistra verso l'alto e premere il tasto triangolo.
- Francesco Totti: Gladiatore o Gladiator (300 punti mossa)
Esecuzione: Palleggiando con i piedi tenere premuti assieme il tasto L1 e L2, direzionare la levetta analogica sinistra verso l'alto in diagonale a sinistra e premere il tasto triangolo.
- Alessandro Del Piero: Tonno (300 punti mossa)
Esecuzione: Palleggiando con i piedi tenere premuti assieme il tasto L1 e L2, direzionare la levetta analogica sinistra verso sinistra e premere il tasto triangolo.
- Omar Bravo: Bis o Encore (400 punti mossa)
Esecuzione: Palleggiando con le ginocchia direzionare la levetta analogica sinistra verso l'alto in diagonale a destra e premere il tasto triangolo.
- Obafemi Martins: Flash o 2 Fast (400 punti mossa)
Esecuzione: Palleggiando con le ginocchia direzionare la levetta analogica sinistra verso destra e premere il tasto triangolo.
- Cristiano Ronaldo: Piede Caldo o Hot Stepper (300 punti mossa)
Esecuzione: Palleggiando con i piedi tenere premuti assieme il tasto L1 e L2, direzionare la levetta analogica sinistra verso il basso in diagonale a destra e premere il tasto triangolo.
- Luís Figo: Derby o Two Cities (400 punti mossa)
Esecuzione: Palleggiando con le ginocchia direzionare la levetta analogica sinistra verso il basso in diagonale a destra e premere il tasto triangolo.
- Damien Duff: Fiamma Verde o Blazing Green (600 punti mossa)
Esecuzione: Palleggiando con le ginocchia direzionare la levetta analogica sinistra verso il basso e premere il tasto triangolo.
- Raúl González Blanco: Scala Real o Real Deal (300 punti mossa)
Esecuzione: Palleggiando con i piedi direzionare la levetta analogica sinistra verso destra e premere il tasto triangolo.
- Zlatan Ibrahimović: Zlat Attack (400 punti mossa)
Esecuzione: Palleggiando con le ginocchia tenere premuti assieme il tasto L1 e L2, direzionare la levetta analogica sinistra verso il basso e premere il tasto triangolo.
- Freddy Adu: Phenom (400 punti mossa)
Esecuzione: Palleggiando con le ginocchia direzionare la levetta analogica sinistra verso il basso in diagonale a sinistra e premere il tasto triangolo.

## Colonna sonora
- Coldcut feat Roots Manuva - True skool
- Sway DaSafo - Flo fashion
- The Nextmen feat Dynamite MC - Blood fire
- J3 - Freestyle em movimento
- Shimano & Codeine - Carnival
- Lethal Bizzle - Kickback
- Editors - Munich

- Bran Van 3000 ft. Curtis Mayfield - Astounded
- The Subways - Rock`N`Roll Queen

## Curiosità
Ci sono delle differenze sostanziali tra Fifa Street e Fifa Street 2, tra cui:
- La possibilità di usare il "Gamebreaker" come meglio si desidera, infatti durante la durata del bonus, se si superano 3 giocatori avversari e si segna, si vince direttamente la partita per K.O.
- La facoltà di far uscire il portiere e di farlo partecipare alle azioni offensive, proprio come un quarto giocatore.